# Іоанн Брієнський
Іоанн Брієнський або Жан де Брієн (фр. Jean de Brienne; 1148 або 1155 — 27 березня 1237) — король Єрусалиму в 1210–1212 роках, регент Латинської імперії у 1229–1237 роках.

## Життєпис
Походив з аристократичної родини з Шампані. Стосовно дати народження немає чітких відомостей: називають 1148 або 1155 рік. Був другим сином Еврара II, графа де Брієн, та Агнес Монфакон, родички графів Невер. Спочатку йому готували церковну кар'єру, але зрештою Іоанн став лицарем й вирушив 1204 року у Четвертий хрестовий похід. Відзначився під час облоги та штурму Константинополя. Втім на завойованих землях не зміг здобути для себе феода. Тому у 1208 році він перебрався до Єрусалимського королівства. У 1210 році уклав шлюб з Марією I. Деякий час намагався вести активну політику щодо відвоювання Єрусалиму, проте марно. У 1212 році після смерті дружини став регентом королівства за малої своєї доньки Ізабелли II.
У 1217—1222 роках Іоан розраховував на успіх П'ятого хрестового походу. Але розбіжності між його учасниками, незлагодженість дії призвели до мізерних результатів. Після цього Брієн вирушив до Європи, де намагався отримати допомогу, але марно. У 1227 році він уклав союз з імператором Фрідріхом II Гогенштауфеном, за яким імператор одружувався з королевою Єрусалиму, а навзаєм мав надати допомогу де Брієну. Втім, коли 1228 року Фрідріх II прибув до Палестини, він фактично усунув Іоанна де Брієна від влади. Після цього де Брієн перейшов на бік ворогів імператора.
У 1229 році Брієн очолював війська у південній Італії, які разом з прихильниками папи римського воювали проти Гогенштауфена. Але незабаром Іоанн зазнав поразки. Того ж року його запросили барони Латинської імперії на регентство. Водночас він став імператором. У 1235 році він завдав поразки Іоанну III Ватацу, імператору Нікейської імперії, а згодом розбив армію Івана Асеня II, царя Болгарії. Помер у Константинополі 27 березня 1237 року.

## Родина
1. Дружина — Марія I
Діти:
- Ізабела

2. Дружина — Стефанія Лампрокон (1195—1220)
Діти:
- Іоанн (1216—1220).

3. Дружина — Беренгарія Леонська (1204—1237)
Діти:
- Марія (1225—1275), дружина Балдуїна II, імператора Латинської імперії.
- Альфонсо (1228—1270).
- Іоанн (1230—1296)
- Людовик (1235—1263), віконт Бомон